# Obwód nowogrodzki

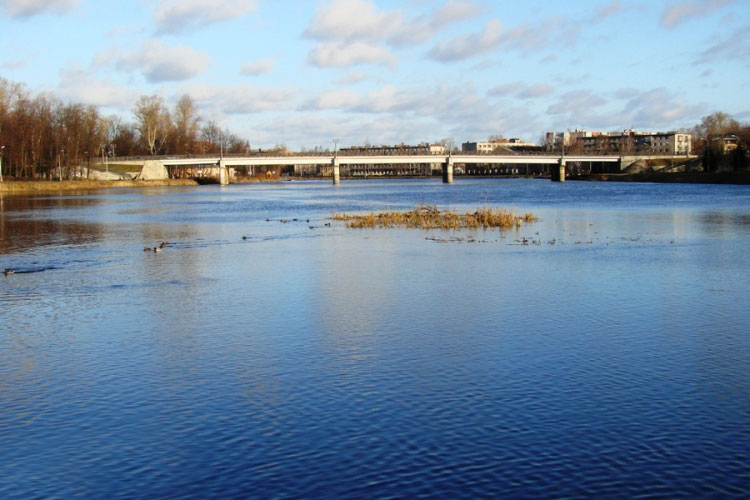
krajobraz regionu – rzeka Łować

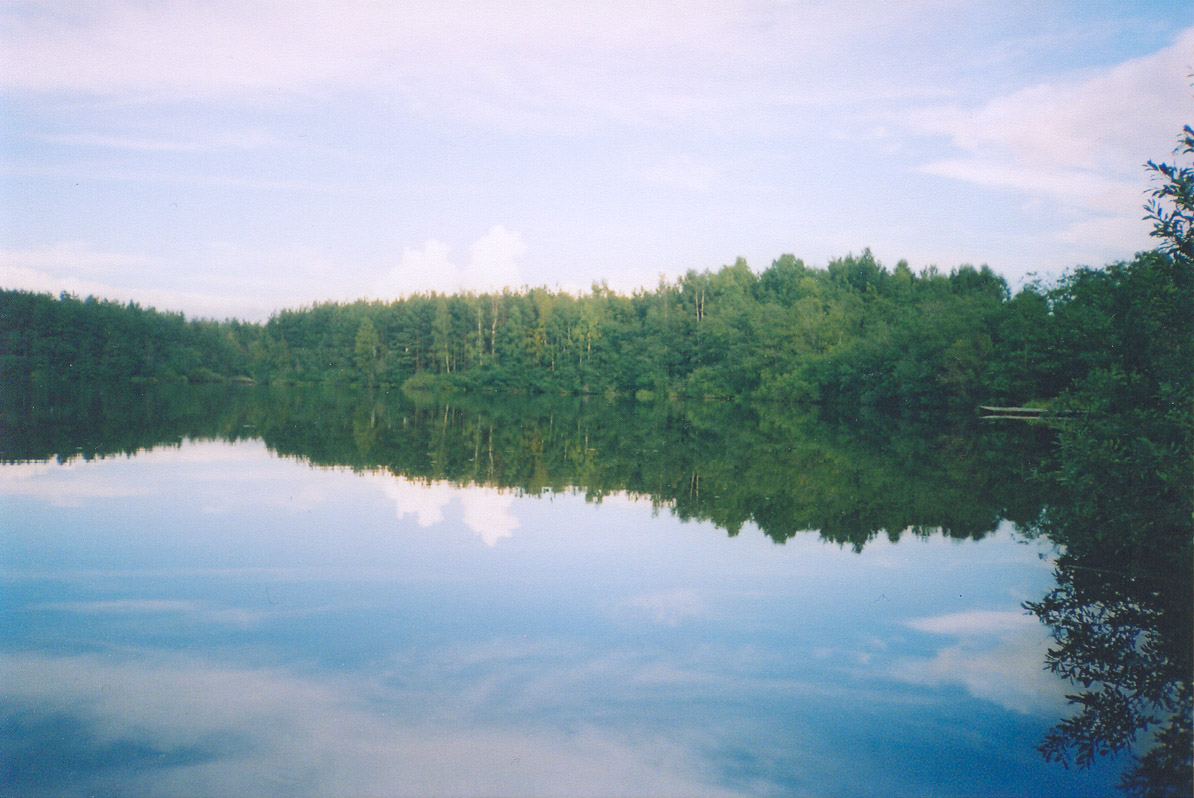
Jezioro Popowskie

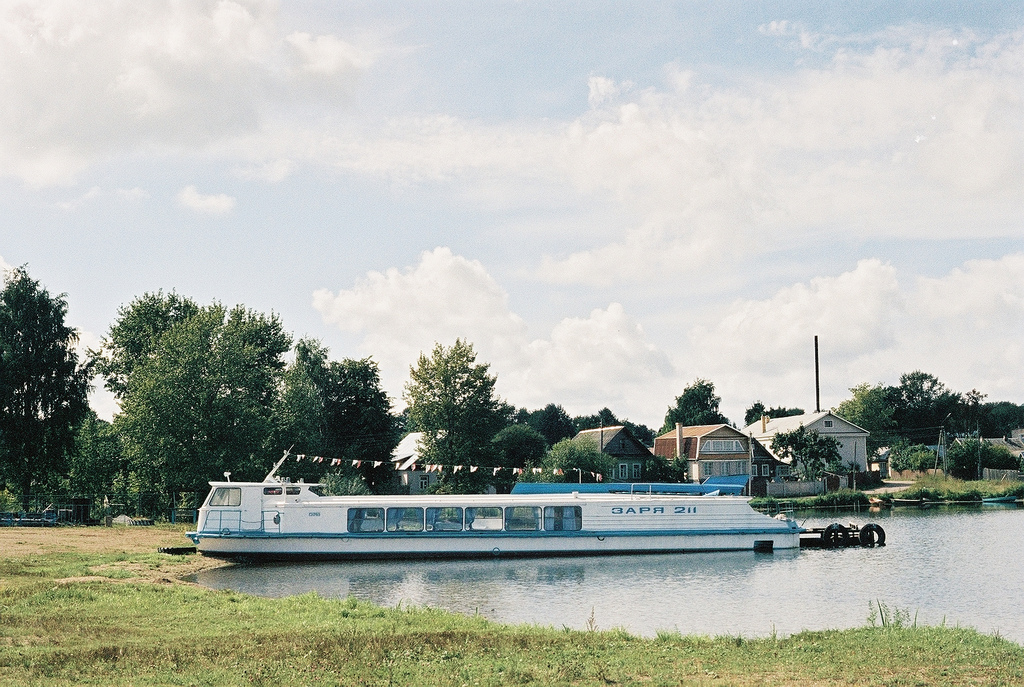
statek na jeziorze Wałdajskim

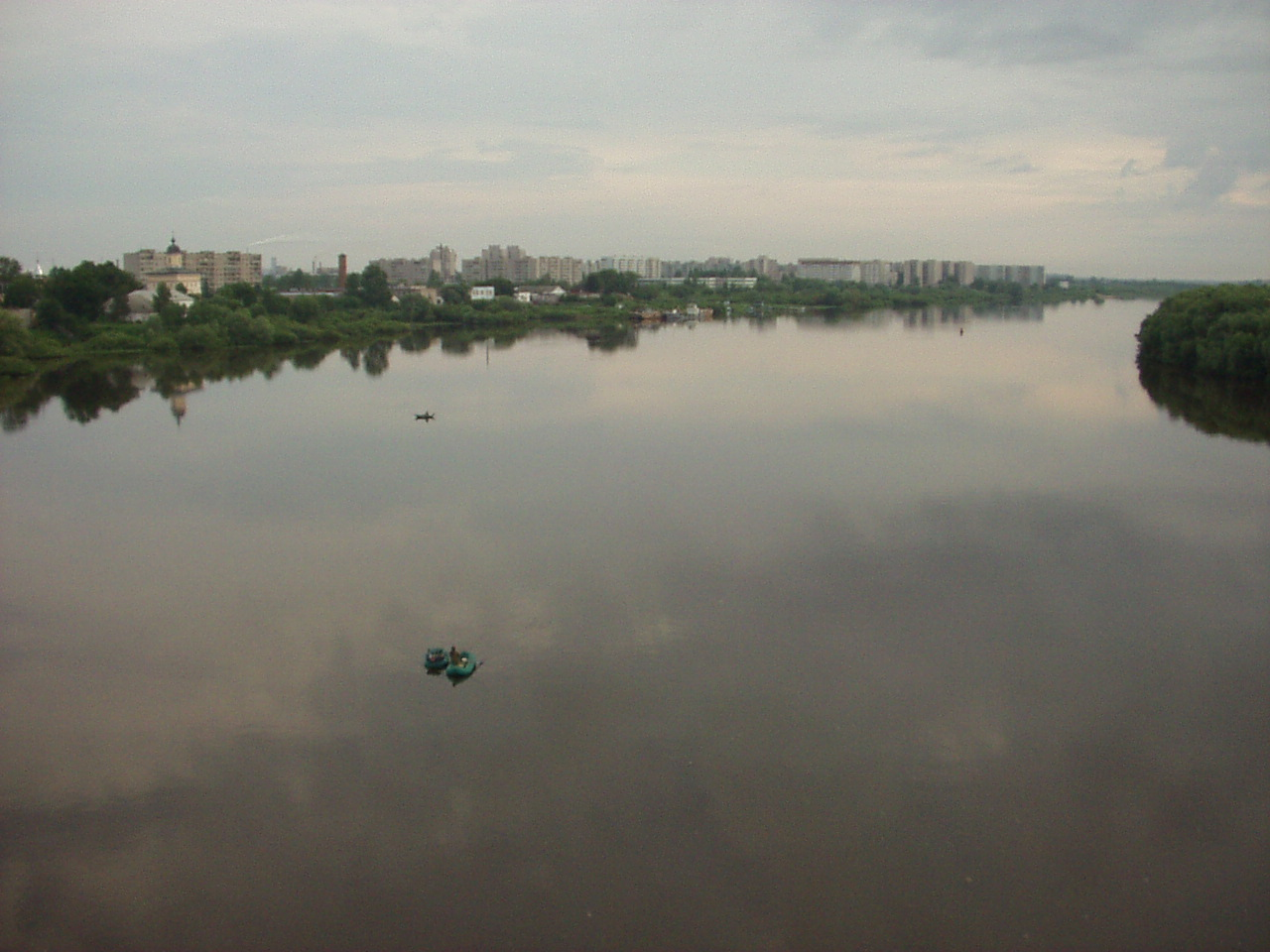
rzeka Wołchow; w tle zabudowania Nowogrodu

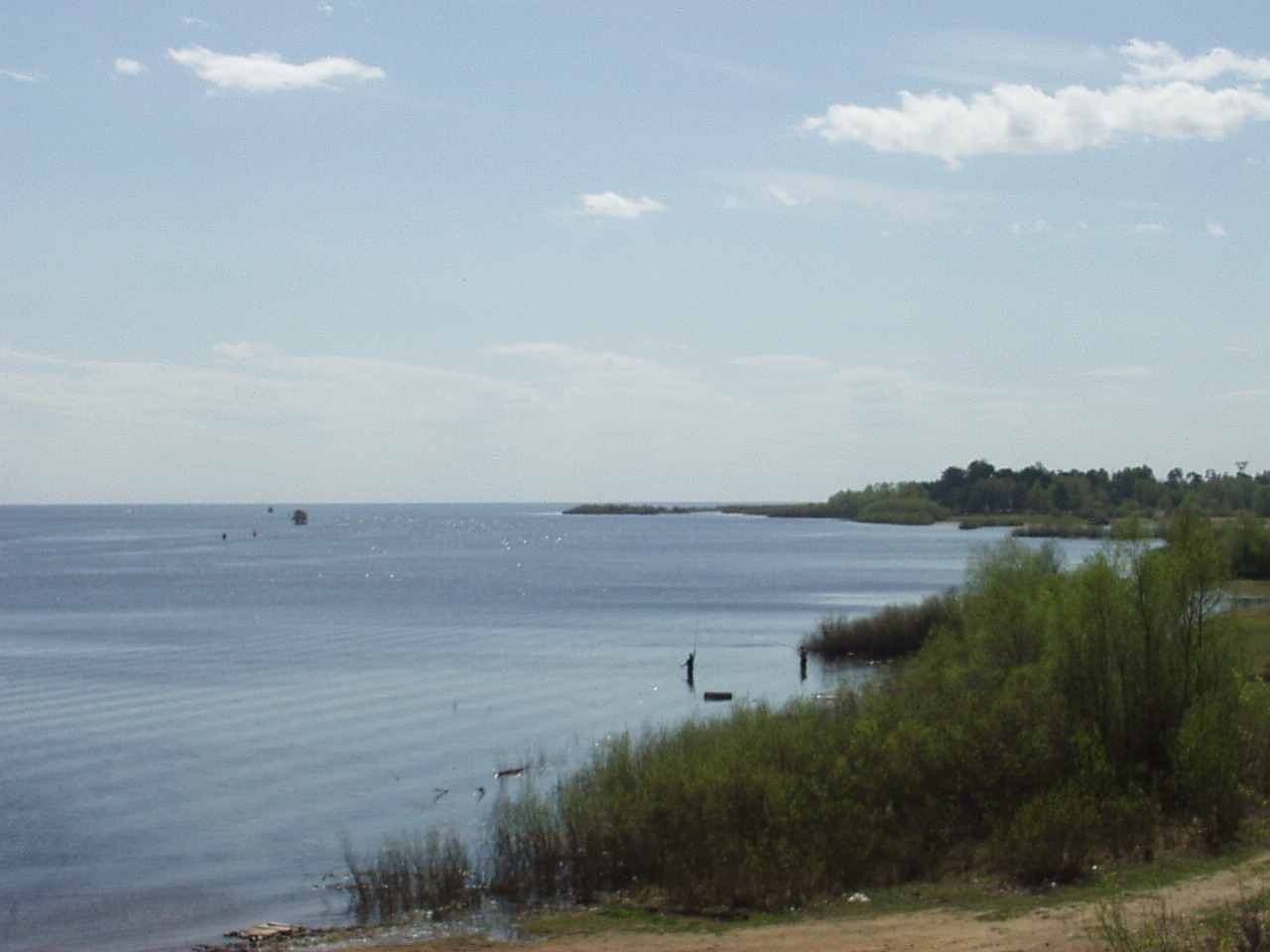
jezioro Ilmen – główny zbiornik wodny regionu

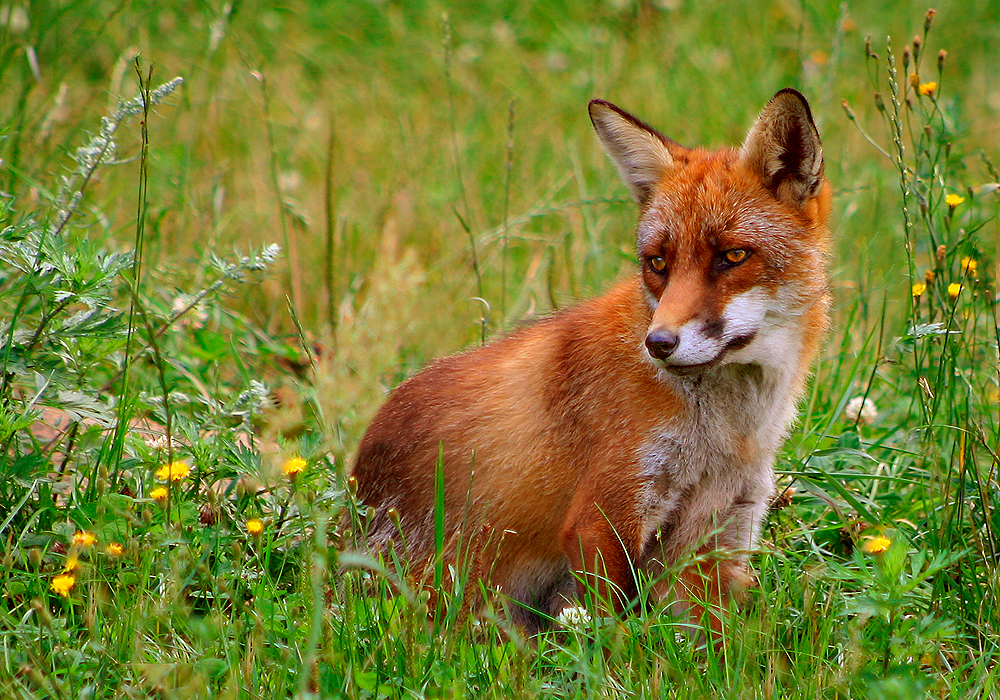
lis – jeden z typowych gatunków lokalnej fauny

Obwód nowogrodzki (ros. Новгородская область, Nowgorodskaja obłast’ ) – jednostka administracyjna Federacji Rosyjskiej.

## Geografia

### Położenie
Obwód położony jest na północnym zachodzie europejskiej części Rosji, na obszarze Niziny Wschodnioeuropejskiej.
Region graniczy z następującymi obwodami: leningradzkim (na północy i północnym zachodzie), wołogodzkim (na wschodzie), twerskim (na południu i południowym wschodzie) i pskowskim (na południowym zachodzie).

#### Przynależność administracyjna
Pod względem administracyjnym obwód nowogrodzki wchodzi w skład utworzonego w 2000 Północno-Zachodniego Okręgu Federalnego.

## Strefa czasowa
Obwód należy do moskiewskiej strefy czasowej (MSK): do 25 października 2014 UTC+04:00 przez cały rok, od 26 października 2014 UTC+03:00 przez cały rok. Jeszcze wcześniej, przed 27 marca 2011 roku, obowiązywał czas standardowy (zimowy) strefy UTC+03:00, a czas letni – UTC+04:00.

### Powierzchnia
Obwód nowogrodzki zajmuje teren ok. 54 tys. km². Większość powierzchni regionu stanowi płaska, miejscami zabagniona równina, której znaczna część wchodzi w skład Niziny Nadilmeńskiej. Na południowym wschodzie obwodu znajdują się morenowo-pagórkowate obszary wyżyny Wałdaj, której najwyższy punkt na terenie obwodu wznosi się na wysokość 299 m n.p.m. Na północnym wschodzie znajduje się drugi w obwodzie obszar wyżynny – Grzęda Tichwińska.

### Hydrologia
Przez teren obwodu płyną liczne większe i mniejsze cieki wodne. Głównymi rzekami regionu są: Wołchow, Msta, Łować, Szełoń, Polist.
Znajdują się tutaj także liczne jeziora, spośród których największym jest Ilmen. Jego powierzchnia waha się (w zależności od stanu wód) od niespełna 700 do ponad 2 tys. km², co stanowi od ok. 1,5 do 4% powierzchni całego obwodu nowogrodzkiego. Innymi jeziorami regionu są m.in.: Wałdajskie, Wielie i Seliger.
Duże ilości wody znajdują się w licznych w obwodzie bagnach.

### Klimat
Obwód nowogrodzki leży w strefie klimatu umiarkowanego ciepłego, pośredniego między przejściowym a kontynentalnym. Charakteryzuje się on dość długim i ciepłym latem (ze średnią temperaturą powietrza w lipcu oscylującą ok. +17 do +18 °C oraz dość chłodną zimą z temperaturami ok. –8 do –9 °C w styczniu (nieco chłodniej, o około stopień jest na północnym wschodzie regionu).
W regionie występuje dość wysoki poziom opadów. Mają on głównie postać deszczu i występują zwłaszcza w ciepłej połowie roku, a największe ich nasilenie ma miejsce w sierpniu. Zima jest dość sucha.

### Szata roślinna i gleby
Pod względem dominującej formacji roślinnej, region nowogrodzki leży na obszarze, gdzie kończy się strefa lasów mieszanych i zaczyna strefa południowej tajgi. Najczęściej spotykanym gatunkiem drzewa jest świerk. Występują tutaj też brzozy, osiki, jodły, sosny, olchy i itd. Na obszarach bagiennych występuje typowa dla tego rodzaju terenu roślinność.
W obwodzie dominują gleby bielicowe; na północnym zachodzie duże obszary pokrywają gleby bagienne.

### Świat zwierzęcy
W obwodzie żyją zwierzęta będące przedstawicielami zarówno fauny typowej dla lasów mieszanych, jak i dla strefy tajgi. Występują tutaj – ze ssaków m.in.: łoś, niedźwiedź brunatny, zając bielak, rosomak, kuna leśna, borsuk, wilk szary, dzik, lis, ryś, liczne gatunki gryzoni itd. Z ptaków spotkać można: np. kuropatwy, cietrzewie, jarząbki, kukułki, drozdy, dzięcioły, sikory, wrony, gile oraz liczne ptaki wodne – głównie różne gęsi i kaczki.
W licznych w regionie zbiornikach wodnych żyje wiele gatunków ryb, spośród których najważniejszymi (pod względem gospodarczym) są: łososie, leszcze, sandacze, okonie, szczupaki, nelmy i in.
Bogactwo zbiorników wodnych oraz liczne bagna sprzyjają rozwojowi owadów, których liczne gatunki w okresie wiosenno-letnim są uciążliwe dla mieszkańców i zwierząt gospodarczych.

## Demografia
Obwód zamieszkuje 657,6 tys. osób (2007; dane szacunkowe). Liczba ta systematycznie spada. Jeszcze w 2002 żyło tutaj 694 355 osób (dane spisowe), zaś w 1989 – 753.000. Powodem tego spadku jest migracja do innych regionów kraju, oraz – podobnie jak w całej Rosji – ujemny przyrost naturalny, który w regionie jest bardzo wysoki; w 2006 wyniósł on aż -9,8‰.
Gęstość zaludnienia w obwodzie wynosi obecnie 12,2 os./km² i ciągle spada, wraz z ubytkiem ludności. Poziom urbanizacji sięga 70,2%; blisko połowa tej liczby (czyli ok. 1/3 całej populacji) zamieszkuje w stolicy regionu – Nowogrodzie Wielkim.

### Wyznania
Zdecydowana większość ludności obwodu wyznaje prawosławie. Po okresie ateizacji w czasach ZSRR pozostała duża liczba niewierzących. Z mniejszości wyznaniowych żyją tutaj m.in. niewielka społeczność muzułmańska (ok. 0,5% populacji), oraz nieliczni protestanci i katolicy.

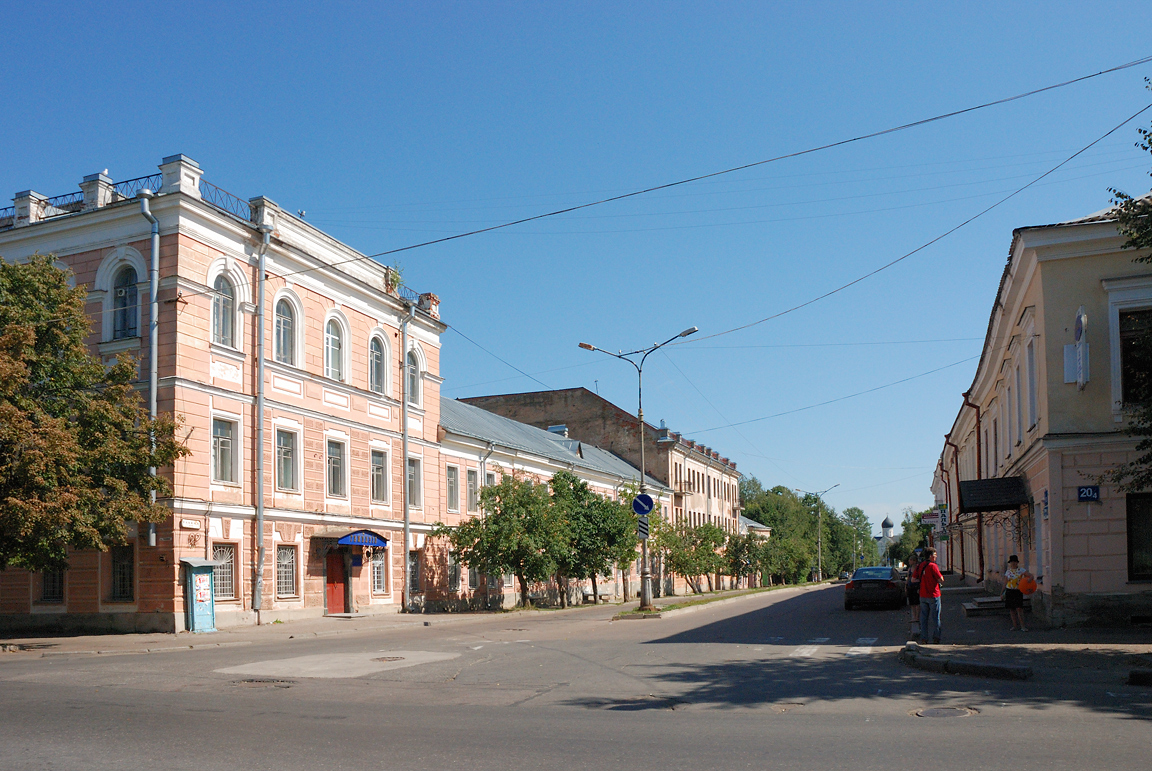
Nowogród Wielki – fragment miasta

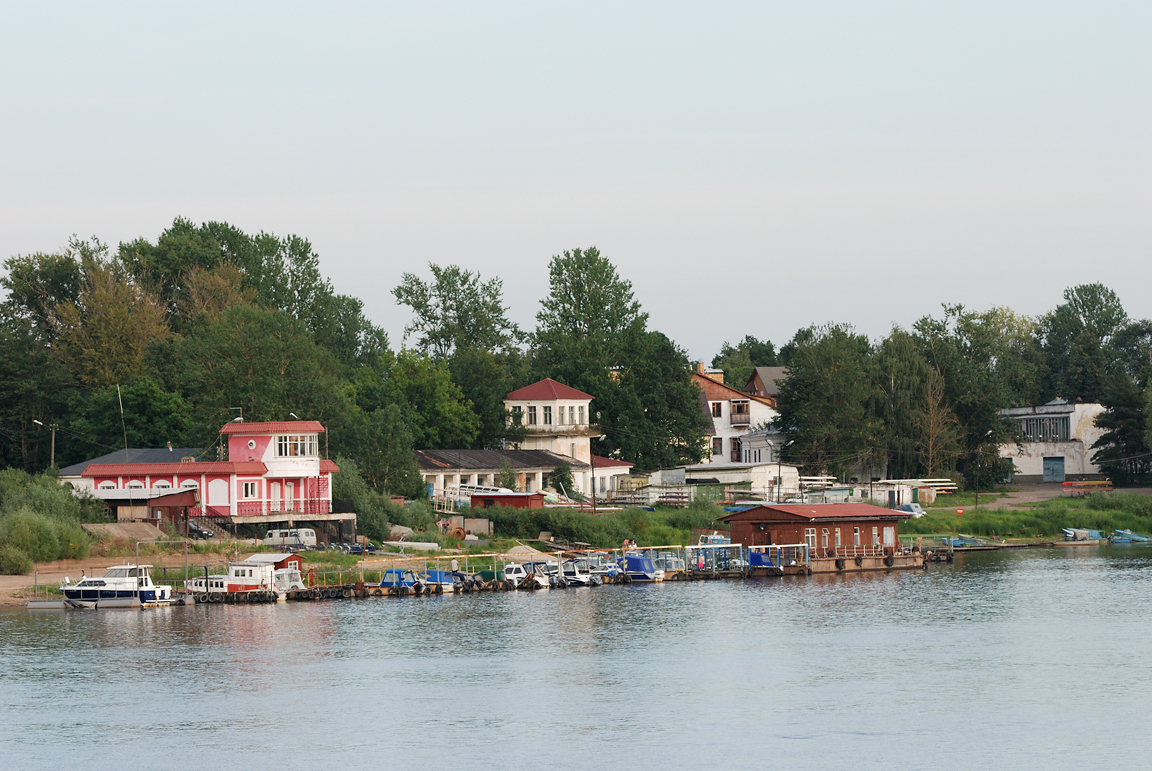
widok na Nowogród od strony rzeki

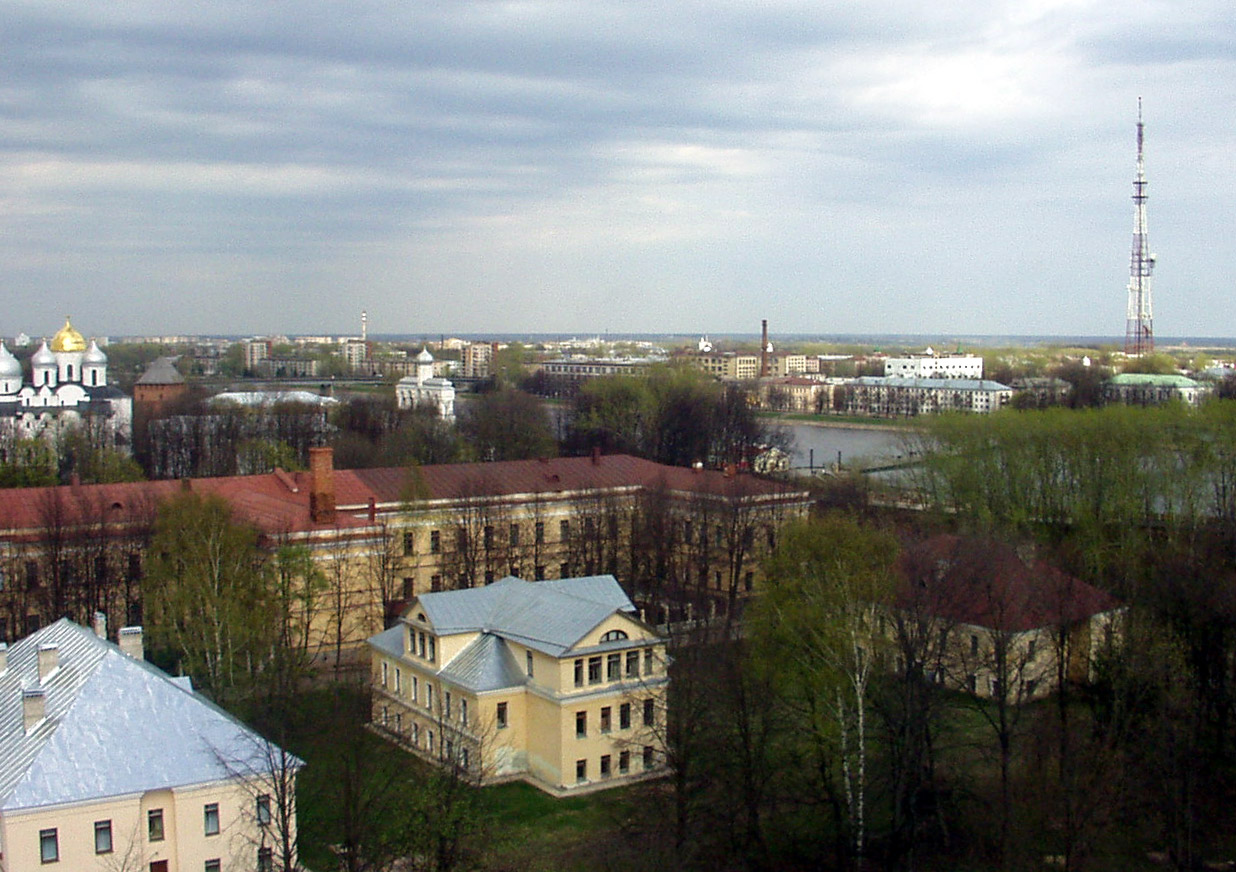
Nowogród Wielki – panorama miasta

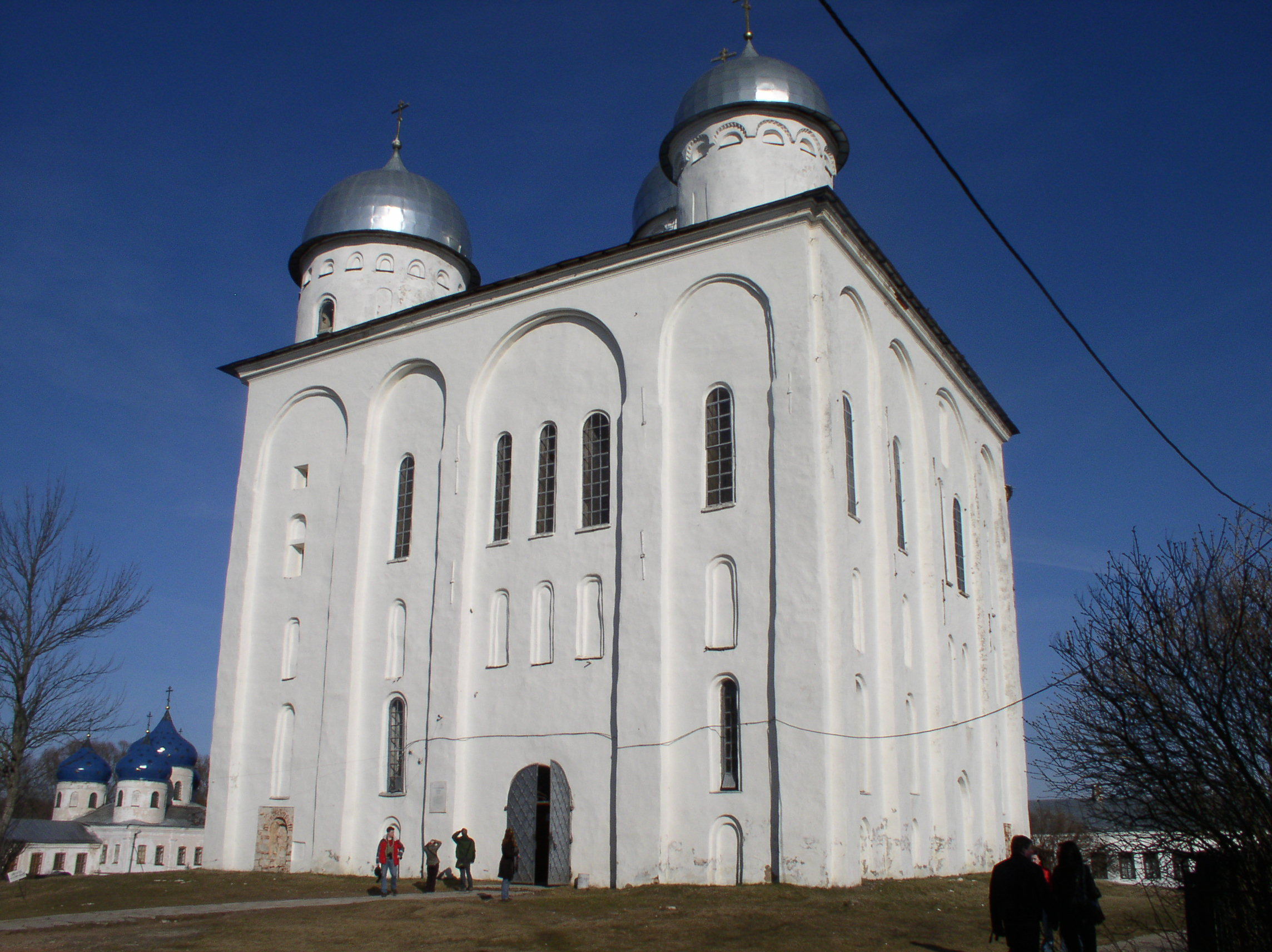
cerkiew w Nowogrodzie

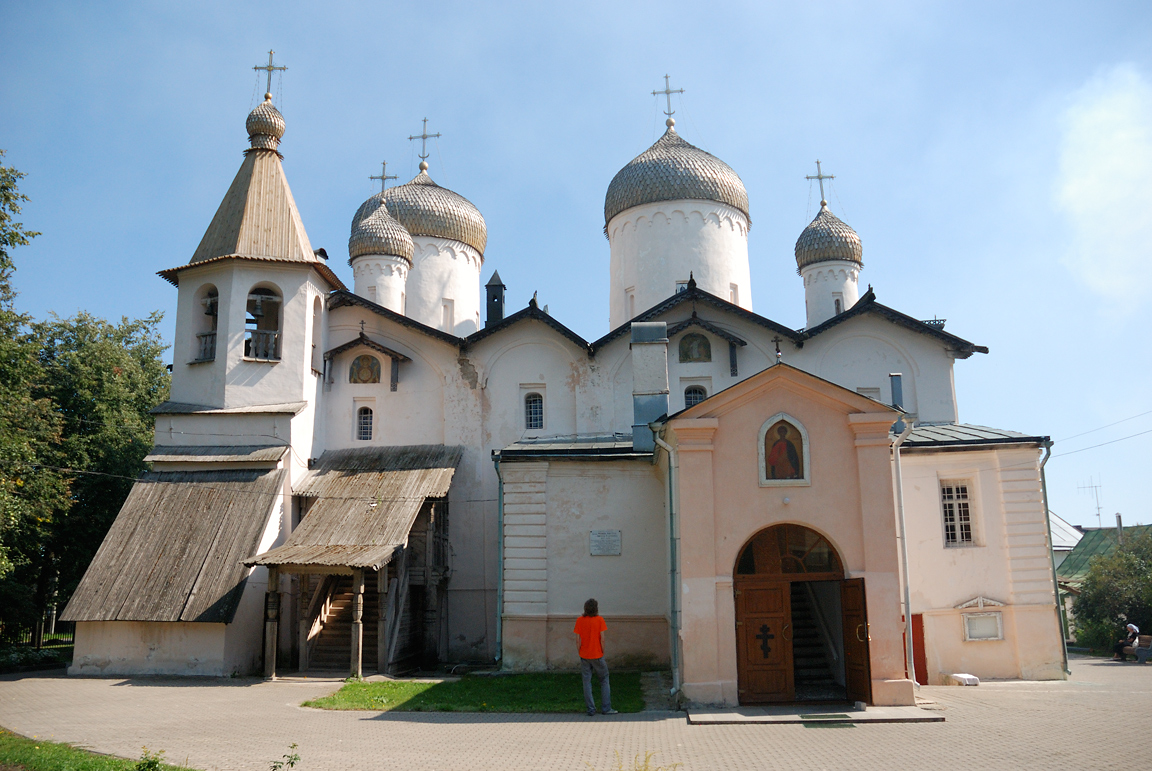
cerkiew w Nowogrodzie

### Narodowości
Na ludność obwodu składają się przedstawiciele ponad 100 narodowości.
Najliczniejsi są:
- Rosjanie 652.152 (93,92%)
- Ukraińcy 10.449 (1,5%)
- osoby o nieustalonej narodowości lub bez poczucia przynależności etnicznej 5.575 (0,8%)
- Białorusini 5.294 (0,76%)
- Cyganie 3.388 (0.49%
- Tatarzy 2.077 (0,30%)
- Ormianie 1.940 (0,289%)
- Azerowie 1.574 (0,23%)
- Czeczeni 1.074 (0,15%)
- Niemcy 1.010 (0,15%)
(wymieniono tylko grupy liczące powyżej tysiąca przedstawicieli)

## Osadnictwo
Na terenie obwodu znajduje się 10 miast i 15 osiedli typu miejskiego.
Miasta i największe osiedla typu miejskiego (stan na 1 stycznia 2006 r.)
| Nazwa                | Nazwa rosyjska           | Liczba mieszkańców |
| -------------------- | ------------------------ | ------------------ |
| Bolszaja Wiszera1)   | Большая Вишера (посёлок) | 1.713              |
| Borowicze            | Боровичи                 | 57.238             |
| Chołm                | Холм (город)             | 4.089              |
| Chwojnaja1)          | Хвойная                  | 6.445              |
| Czudowo              | Чудово                   | 16.837             |
| Diemiansk1)          | Демянск                  | 5.554              |
| Krasnofarfornyj1)    | Краснофарфорный          | 1.608              |
| Kriestcy1)           | Крестцы                  | 9.640              |
| Kułotino1)           | Кулотино                 | 3.194              |
| Lubytino1)           | Любытино                 | 3.128              |
| Małaja Wiszera       | Малая Вишера             | 13.345             |
| Niebołczy1)          | Неболчи                  | 2.070              |
| Nowogród Wielki      | Великий Новгород         | 217.706            |
| Okułowka             | Окуловка                 | 13.412             |
| Pankowka1)           | Панковка                 | 10.168             |
| Parfino1)            | Парфино                  | 8.177              |
| Piestowo             | Пестово                  | 15.778             |
| Proletarij1)         | Пролетарий               | 4.963              |
| Solcy                | Сольцы                   | 10.844             |
| Stara Russa          | Старая Русса             | 34.175             |
| Szymsk1)             | Шимск                    | 3.665              |
| Tiesowo-Nietylskij1) | Тесово-Нетыльский        | 2.795              |
| Tiesowskij1)         | Тесовский                | 900                |
| Ugłowka1)            | Угловка                  | 3.243              |
| Wałdaj               | Валдай                   | 17.785             |

1) osiedle typu miejskiego

## Podział administracyjny
Obwód nowogrodzki dzieli się na 21 rejonów. Stolica regionu – Nowogród Wielki nie wchodzi w skład żadnego rejonu i stanowi miasto wydzielone.
Rejony municypalne dzielą się na mniejsze jednostki administracyjne – osiedla (ros. поселения) wiejskie i miejskie. Osiedla miejskie obejmują miasto (niekiedy też niewielkie podmiejskie wioski), zaś osiedla wiejskie składają się z jednej lub kilku wsi. W ramach 21 rejonów istnieje w sumie 199 osiedli, w tym 21 osiedli miejskich i 178 wiejskich.

podział administracyjny obwodu nowogrodzkiego

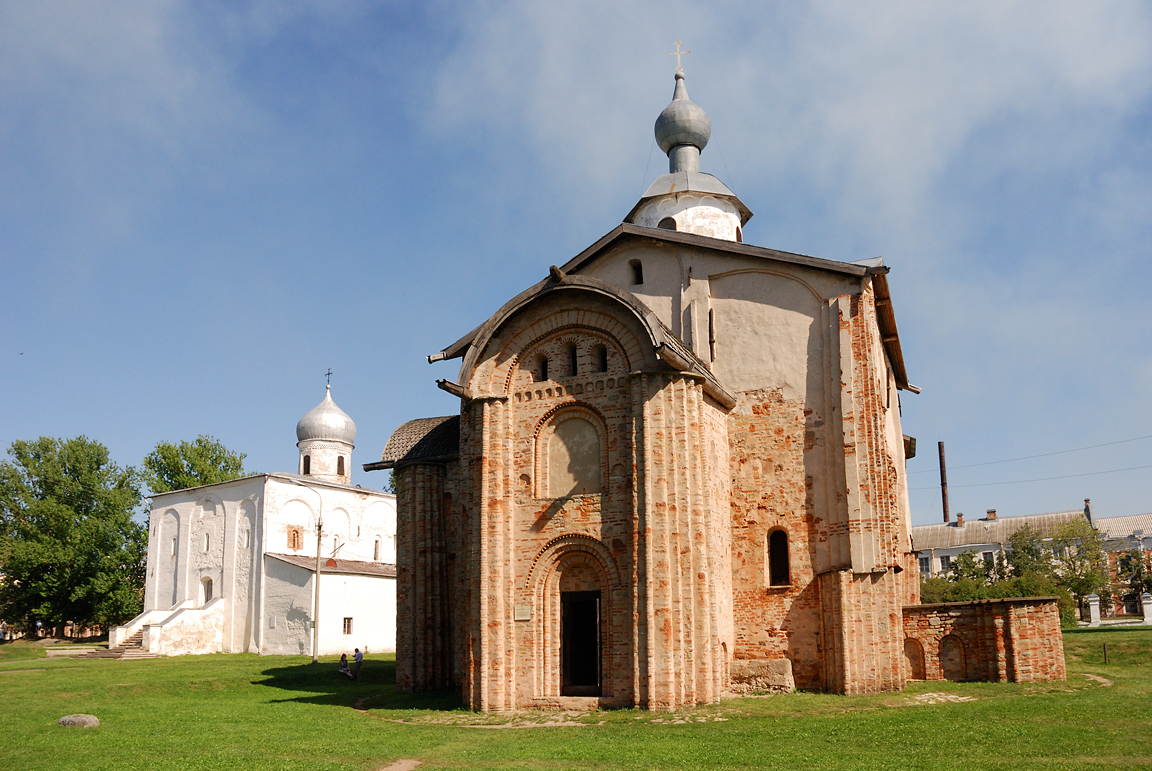
cerkiew w Nowogrodzie

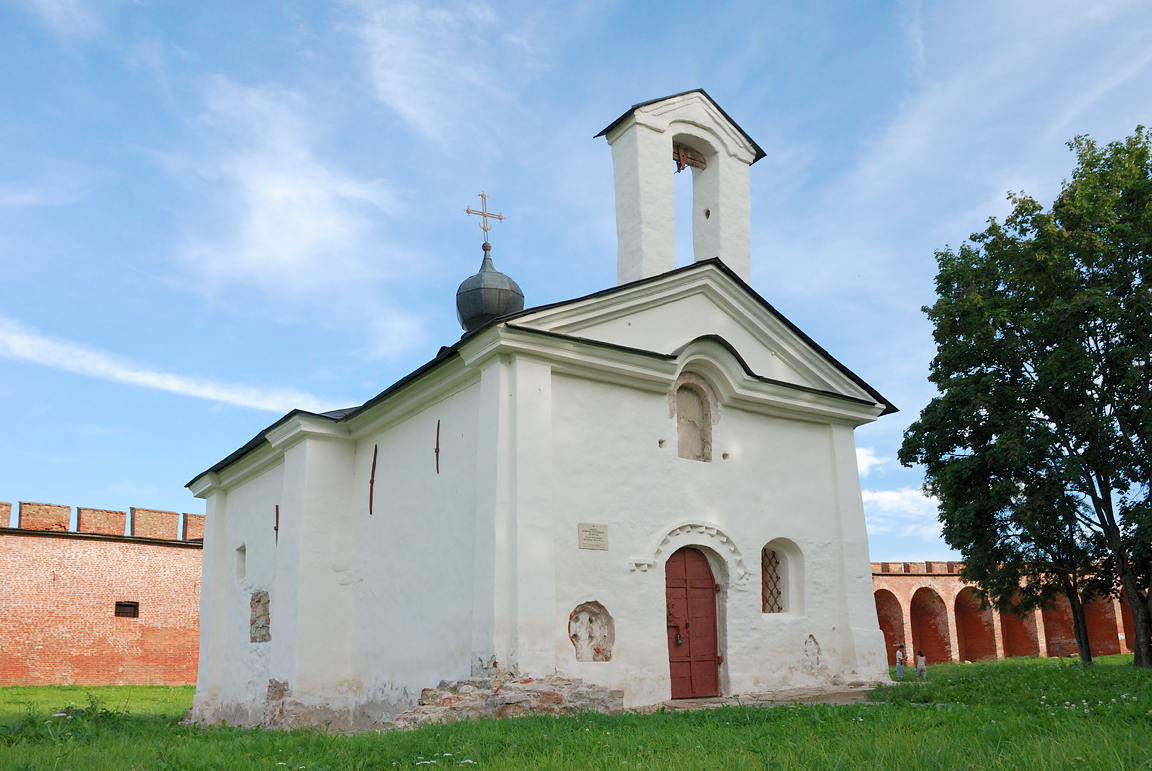
cerkiew w Nowogrodzie

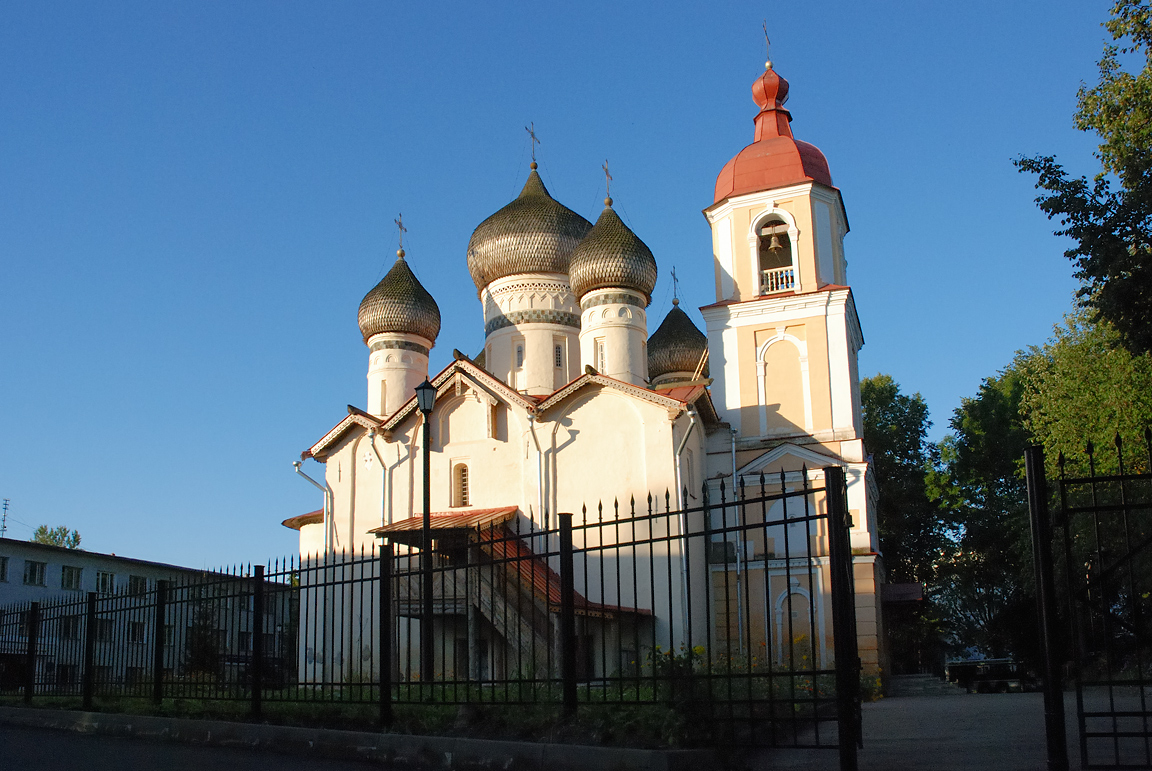
cerkiew w Nowogrodzie

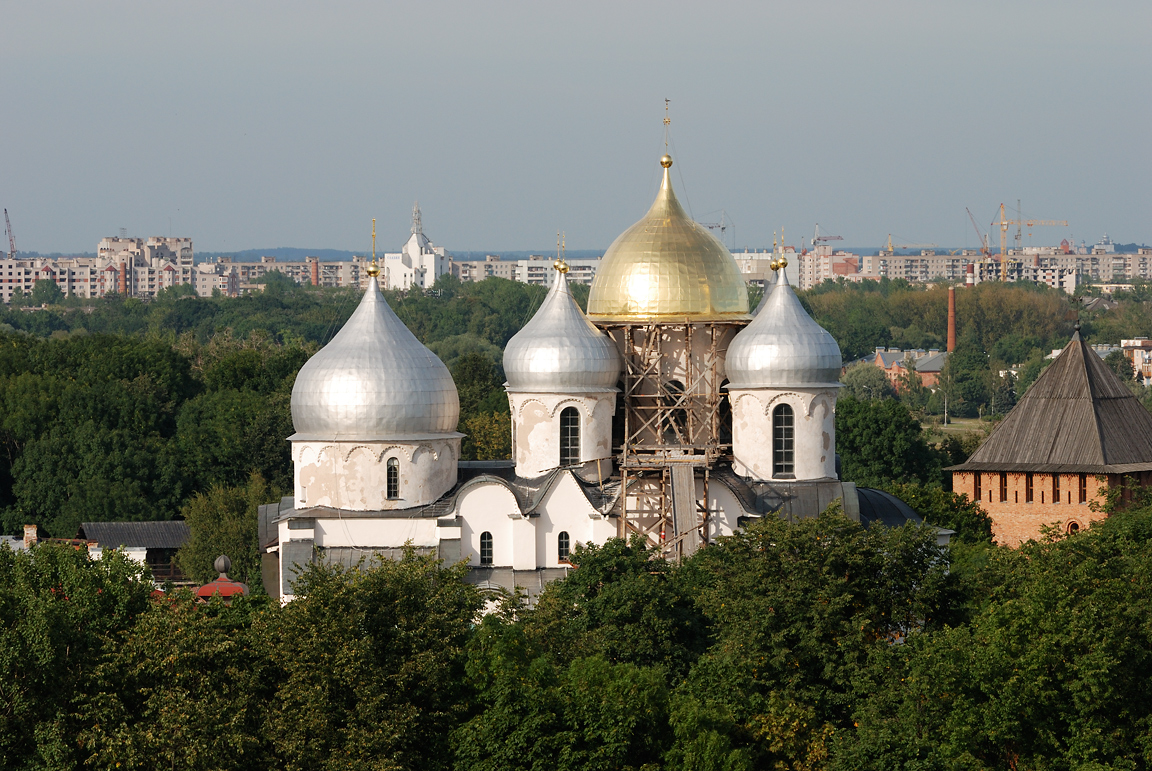
prawosławna katedra pw. św. Zofii

| Nazwa rejonu           | Nazwa rosyjska                           | Ludność (2007 r.) | ośrodek administra- cyjny |
| ---------------------- | ---------------------------------------- | ----------------- | ------------------------- |
| miasto Nowogród Wielki | Великий Новгород                         | 216 699           | ---                       |
| Batiecki               | Батецкий район Новгородской области      | 6 601             | Batieckij                 |
| Borowicki              | Боровичский район Новгородской области   | 73 958            | Borowicze                 |
| Wałdajski              | Валдайский район Новгородской области    | 27 355            | Wałdaj                    |
| Wołotowski             | Волотовский район Новгородской области   | 5 819             | Wołot                     |
| Diemiański             | Демянский район Новгородской области     | 14 536            | Diemiańsk                 |
| Kriestiński            | Крестецкий район Новгородской области    | 15 239            | Kriestcy                  |
| Lubytiński             | Любытинский район Новгородской области   | 10 981            | Lubytino                  |
| Małowiszerski          | Маловишерский район Новгородской области | 19 700            | Małaja Wiszera            |
| Mariowski              | Марёвский район Новгородской области     | 5 123             | Mariowo                   |
| Moszeński              | Мошенской район Новгородской области     | 8 086             | Moszenskoje               |
| Nowogrodzki            | Новгородский район Новгородской области  | 56 368            | Nowogród Wielki           |
| Okułowski              | Окуловский район Новгородской области    | 28 172            | Okułowka                  |
| Parfiński              | Парфинский район Новгородской области    | 15 715            | Parfino                   |
| Piestowski             | Пестовский район Новгородской области    | 22 640            | Piestowo                  |
| Poddorski              | Поддорский район Новгородской области    | 4 972             | Poddorie                  |
| Solecki                | Солецкий район Новгородской области      | 17 196            | Solcy                     |
| Staroruski             | Старорусский район Новгородской области  | 49 081            | Stara Russa               |
| Chwojniński            | Хвойнинский район Новгородской области   | 15 820            | Chwojnaja                 |
| Chołmski               | Холмский район Новгородской области      | 6 947             | Chołm                     |
| Czudowski              | Чудовский район Новгородской области     | 24 624            | Czudowo                   |
| Szymski                | Шимский район Новгородской области       | 11 963            | Szymsk                    |

## Władza i administracja
Obwód nowogrodzki, podobnie jak inne części Federacji Rosyjskiej posiada szeroki zakres samorządności. Władzę prawodawczą w regionie sprawuje lokalny parlament, a administracją obwodu kieruje gubernator. Akty prawa mogą być stanowione przez te organy tylko w ramach kompetencji im przyznanych i nie mogą stać one w sprzeczności z prawem ogólnorosyjskim
Organem prawodawczym w obwodzie jest Nowogrodzka Duma Obwodowa. Jej obecny skład ustaliły wybory z 8 października 2006. W wyborach obowiązuje 7-procentowy próg wyborczy. W bieżącej kadencji większość składu Dumy stanowią przedstawiciele partii Jedna Rosja.

## Gospodarka
Obwód nowogrodzki jest regionem przemysłowo – rolniczym. Z uwagi na dość dużą lesistość istotną gałęzią gospodarki jest także leśnictwo, zaś obfitość wód sprawia, iż większe niż w innych regionach znaczenie ma także rybołówstwo (śródlądowe).

### Przemysł
Kompleks produkcyjno – przemysłowy reprezentowany jest w regionie przez 1519 zarejestrowanych przedsiębiorstw, spośród których aktywnych jest 1333, z czego 187 zalicza się do grupy dużych i średnich.
Głównymi centrum przemysłowym obwodu jest Nowogród Wielki, gdzie działa ok. 30% wszystkich zakładów dostarczających ponad połowę całej wartości produkcji przemysłowej regionu. Mniejszymi centrami są także Borowicze, Stara Russa i Czudowo.
Z racji niewielkiego zaludnienia udział regionu w produkcji przemysłowej kraju wynosi poniżej 1%. W regionie rozwinięte są następujące branże: przemysł chemiczny, metalurgiczny, drzewny oraz celulozowo-papierniczy, spożywczy, produkcja maszyn i sprzętu elektronicznego i optycznego.

### Rolnictwo
Istotną gałęzią lokalnej gospodarki jest rolnictwo. Uprawia się tutaj m.in. ziemniaki, zboża, len, warzywa (także w uprawie szklarniowej) oraz rośliny pastewne.
Chów i hodowla obejmuje bydło domowe i trzodę chlewną, a także drób.
Płody rolne regionu (zwłaszcza mięso, mleko i jaja) wędrują na rynki w innych częściach kraju, zwłaszcza pobliskim Sankt Petersburgu.

### Transport
Położenie regionu sprawia, iż obwód nowogrodzki jest istotnym punktem na mapie rosyjskiego transportu wewnętrznego. Przez region biegną tory 11 linii kolejowych, w tym jedna z ważniejszych w Rosji, łącząca dwa największe miasta kraju: Moskwę i Sankt Petersburg. Znajdują się tutaj liczne drogi, m.in. jedna z głównych rosyjskich tras – droga M-10, także prowadząca z Moskwy do Sankt Petersburga, a dalej do Skandynawii. Wynikająca z takiego położenia obwodu dobrze rozbudowana sieć dróg i kolei sprawia, iż w rejonie w lokalnym przewozie towarów i osób także dominuje transport samochodowy i kolejowy. Poza magistralą Moskwa – Sankt Petersburg znajduje się tutaj 10 innych linii kolejowych o znaczeniu lokalnym.
Rozwinięta sieć rzek i jezior umożliwia wykorzystywanie ich jako szlaków transportowych. Głównymi drogami spławnymi są rzeki Wołchow i Msta oraz jezioro Ilmen. Ten rodzaj transportu stosowany jest niemal wyłącznie do przewozów towarowych.

### Bogactwa naturalne
Na terenie obwodu znajdują się m.in. złoża torfu, węgla brunatnego, ognioodpornych i budowlanych glin, boksytów. Istnieją tutaj także źródła mineralne, m.in. radonowe, a także lecznicze błota. Z badań geologicznych wynika, iż w regionie znajdują się złoża ropy naftowej, diamentów i manganu, w związku z czym prowadzone są prace poszukiwacze.

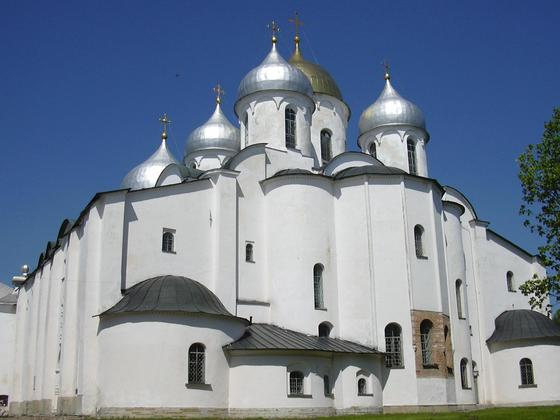
Prawosławna katedra (sobór) św. Zofii w Nowogrodzie (ros. Софийский собор)

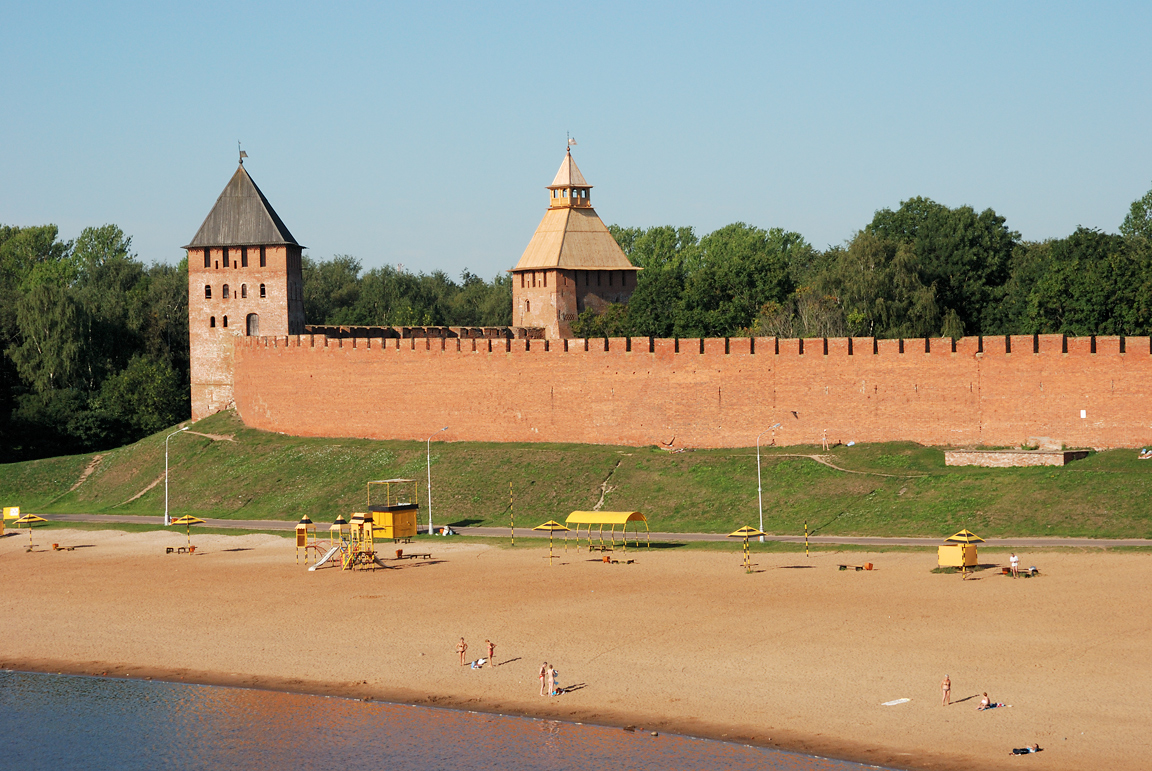
nowogrodzki kreml

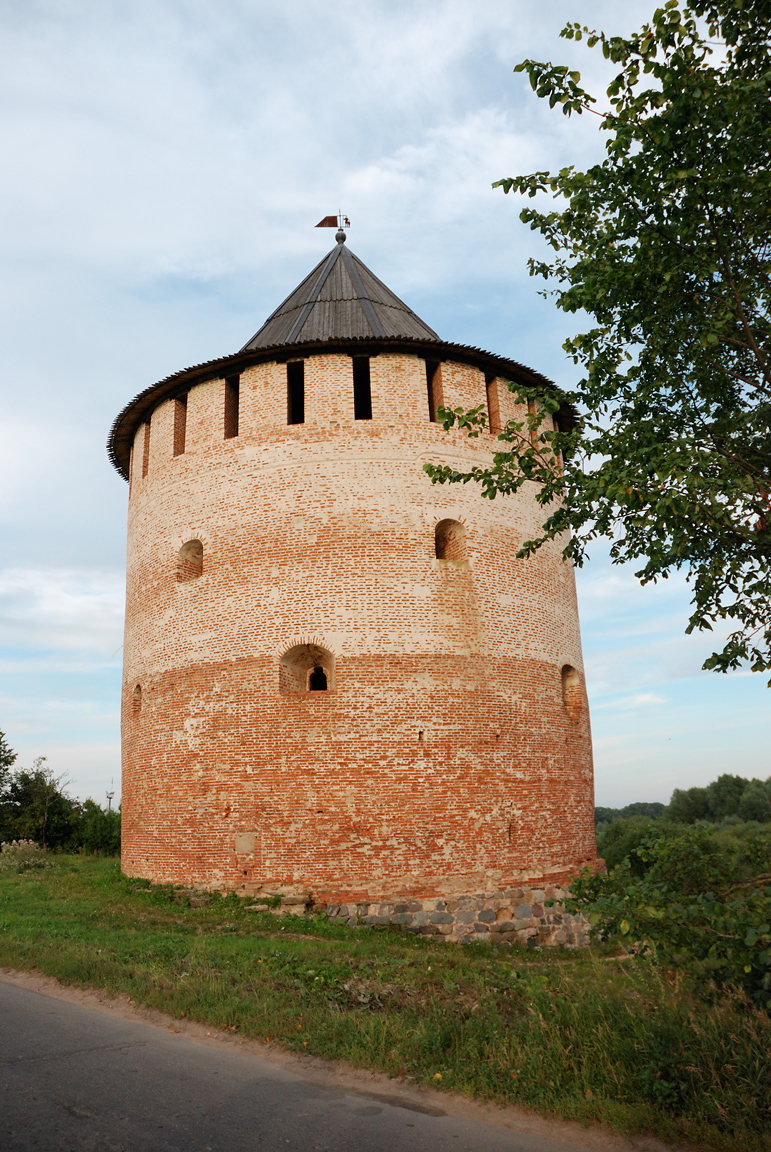
tzw. Biała Baszta

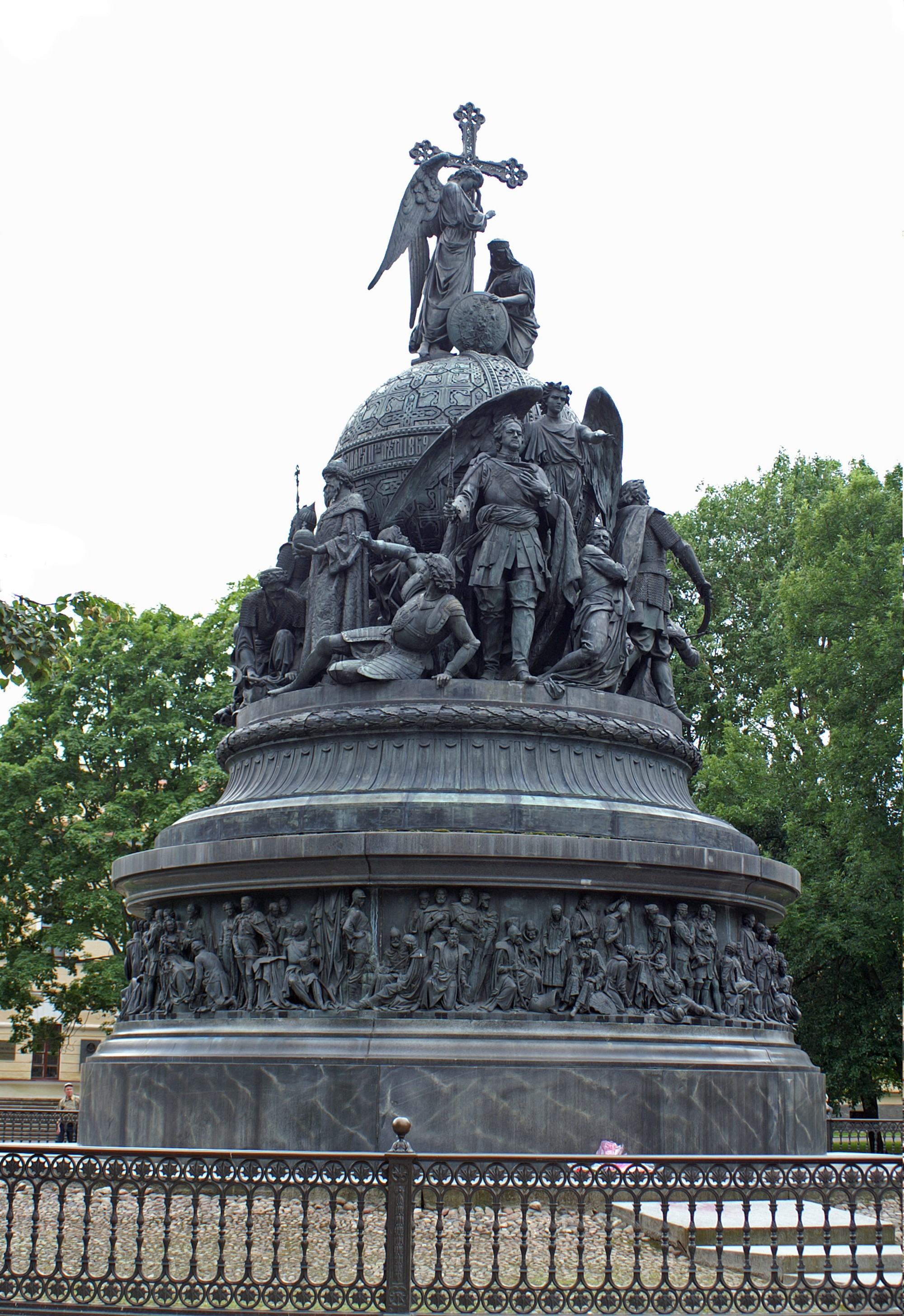
pomnik 1000-lecia powstania Nowogrodu

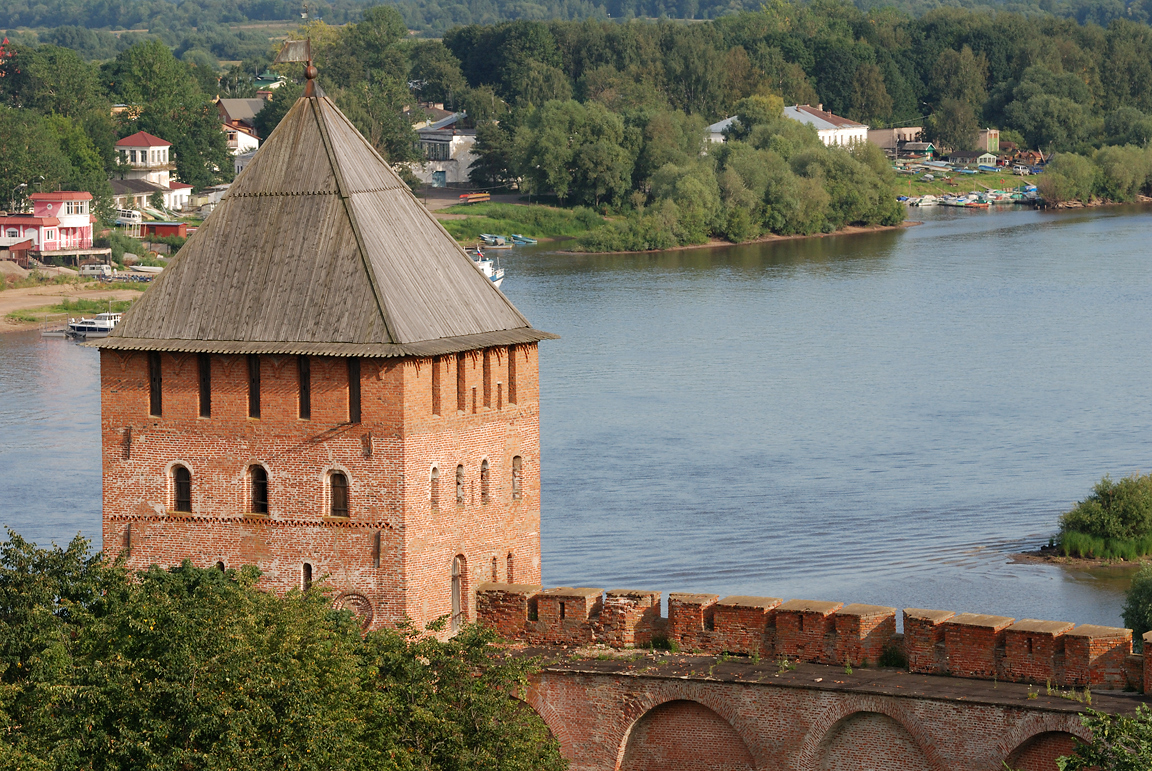
jedna z baszt nowogrodzkiego kremla

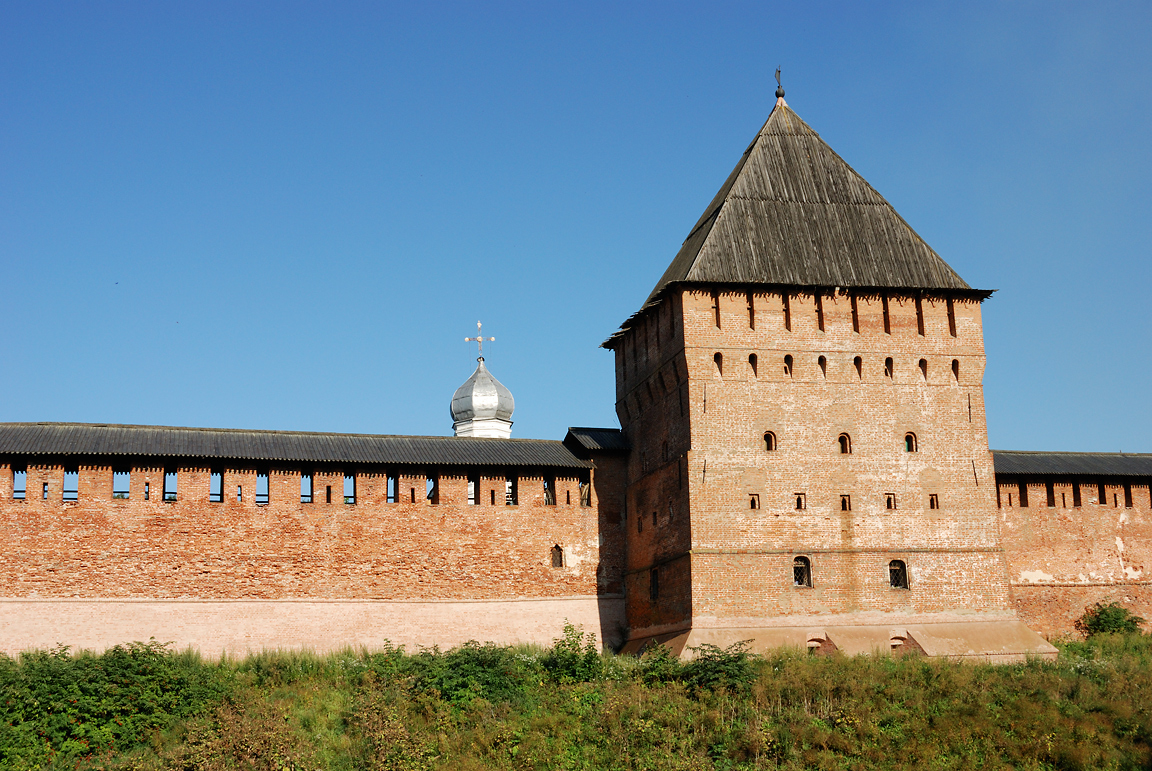
fragment murów nowogrodzkiego kremla

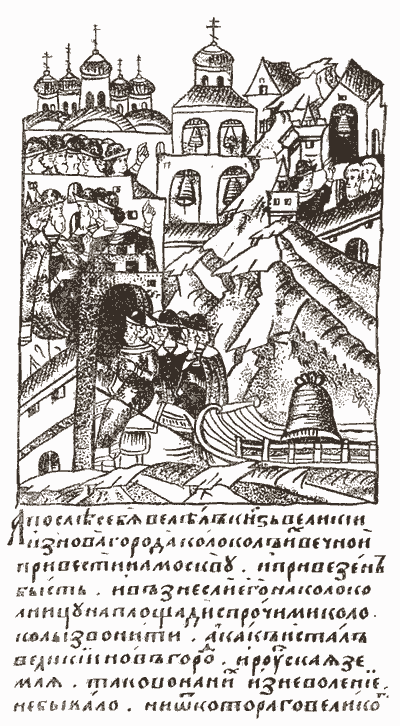
miniatura XVI-wieczna ukazująca wywiezienie wielkiego dzwonu z Nowogrodu do Moskwy, po zdobyciu miasta w 1478 r.

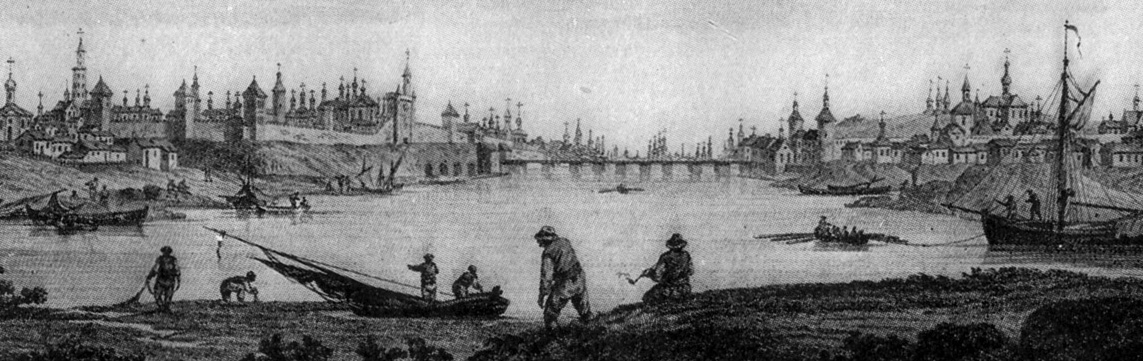
Nowogród w XIX w.

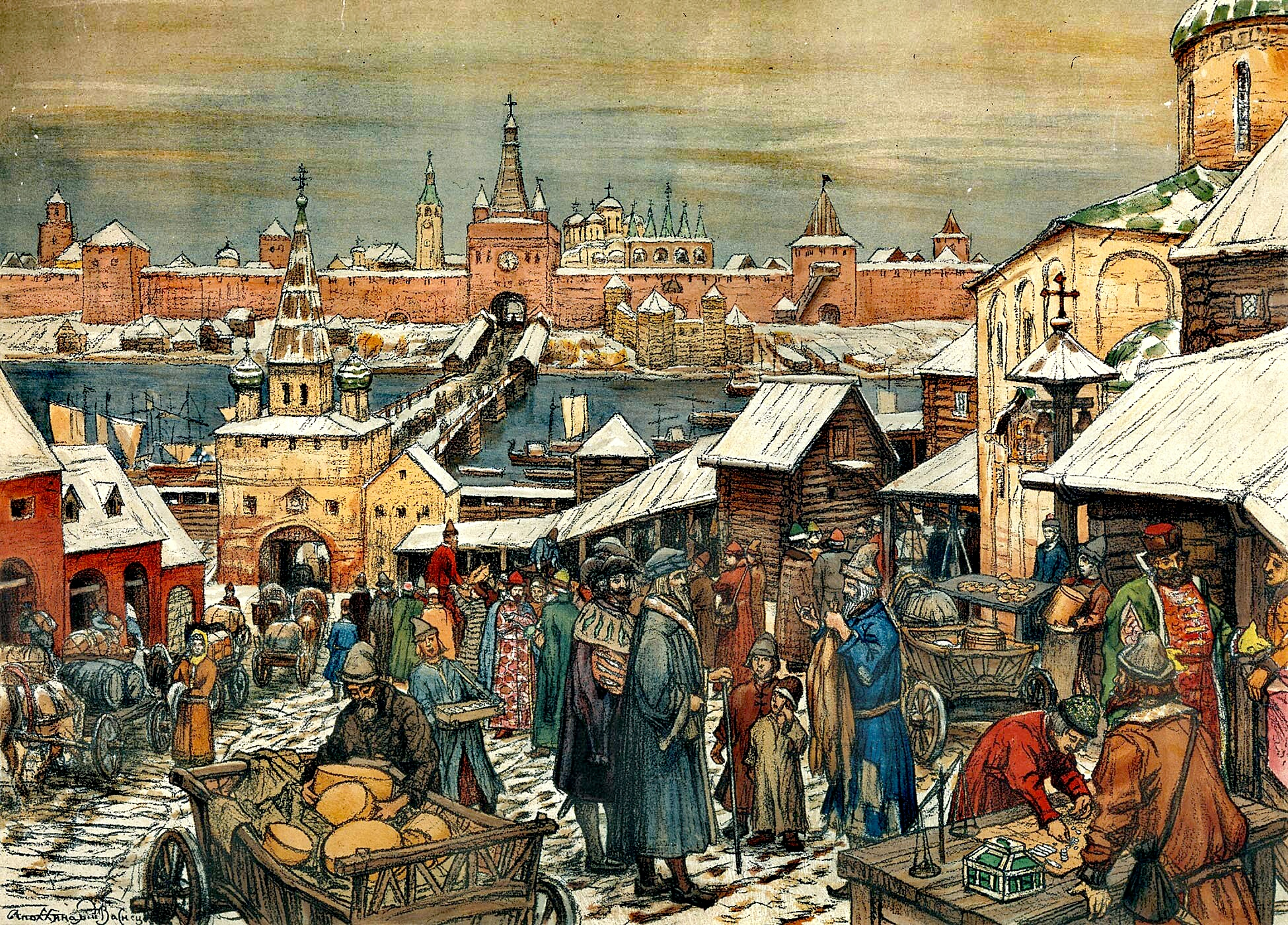
Nowogród na przełomie XIX i XX w.

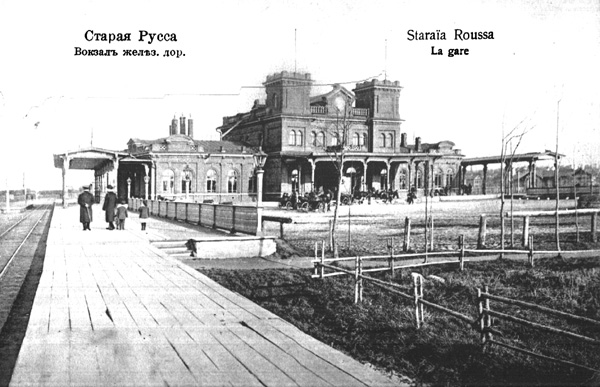
Stara Russa w 1916 r.

## Historia ziemi nowogrodzkiej

### Do IX wieku
Rdzennymi mieszkańcami obszaru obwodu nowogrodzkiego były plemiona ugrofińskie, po których pozostały jedynie liczne hydronimy. W VI wieku tereny te zajęły plemiona słowiańskich Krywiczów, zaś w VII w. osiadł tutaj inny słowiański lud – Słowienie. To oni, według najstarszej ruskiej kroniki (latopisu) Powieści lat minionych Nestora, byli założycielami Nowogrodu. Najstarsza wzmianka o tym mieście pochodzi z 859. Miasto powstało na skrzyżowaniu dróg wodnych (rzeka Wołchow i oddalone o ok. 7 km jezioro Ilmen) i lądowych jako punkt handlowy. Korzystne położenie umożliwiło szybki rozwój miasta,

### Pierwsze państwo nowogrodzkie
Pod koniec IX w. władca Nowogrodu (prawdopodobnie pochodzenia normańskiego) Ruryk zjednoczył kilka (co najmniej 3) wschodniosłowiańskich państewek plemiennych (ze stolicami w Ładodze (dziś: Starej Ładodze), Nowogrodzie Wielkim i Białojeziersku). Ruryk główną stolicą zjednoczonego kraju uczynił Nowogród. Nowogrodzkie państwo Ruryka uważa się za kolebkę państwowości rosyjskiej. Niektórzy członkowie drużyny Ruryka pod przywództwem Askolda i Dira udali się w dół Dniepru, gdzie zawładnęli państwem plemiennym Polan i ich największym grodem – Kijowem. Następca i krewny Ruryka, Oleg Mądry (ok. 880 – 884) podbił kijowskie państewko, a Askold i Dir najprawdopodobniej zostali zabici. Z powodu położenia geograficznego miasta Oleg postanowił przenieść swoją stolicę z Nowogrodu właśnie do Kijowa. W ten sposób powstało państwo zwane Rusią Kijowską.

### Księstwo nowogrodzkie
W wyniku rozbicia dzielnicowego Rusi północna jej część – Księstwo Nowogrodzkie, zwane też (ściślej) Republiką (lub Rzeczpospolitą) Nowogrodzką, w 1136 uzyskało niezależność. Stolicą księstwa był jeden z największych wówczas ruskich grodów – Nowogród Wielki. U szczytu potęgi miasto to liczyło ok. 15 000 mieszkańców, zaś jego ekonomiczno-polityczny wpływ był tak silny, iż w promieniu 200–250 km od stolicy nie rozwinął się żaden inny ośrodek miejski. Ważnymi centrami rzemieślniczo-handlowymi były też oddalone od stolicy: Stara Russa, Torżok, Orieszek, Stara Ładoga i in. W państwie tym szybko rozwinęła się tu specyficzna demokracja feudalna: wiec, tj. zgromadzenie całej wolnej ludności: chłopów, mieszczan, kupców i bojarów wybierało najemnego władcę – księcia; mogło go też usunąć. Zakres władzy takiego księcia był dość wąski, aczkolwiek każdorazowo szczegółowo jej zakres określała umowa zawierana między nim a powołującymi go obywatelami. Zawsze jednak główną rolą władcy było naczelne dowództwo nad wojskiem oraz reprezentowanie kraju w stosunkach zagranicznych. W praktyce większość władzy należało do bojarów, bogatych kupców i wyższego duchowieństwa. Stąd też państwo to jest nazywane potocznie przez Rosjan Republiką Bojarską. Jednym z tak wybranych książąt był Aleksander Newski, który zwyciężając zagrażających krajowi Szwedów i Zakon Kawalerów Mieczowych, walnie przyczynił się do budowania potęgi państwa.
Władcy Nowogrodu podbili ogromne obszary północno-zachodniej Europy, a Księstwo Nowogrodzkie u szczytu swej potęgi zajmowało całą północną część dzisiejszej europejskiej Rosji, tj. około miliona km² i rozciągało się od Finlandii po Ural. Na terenach tych prowadzona była intensywna akcja kolonizacyjna, która doprowadziła do slawizacji znacznych obszarów północno-wschodniej Europy, zamieszkiwanych dotąd przez plemiona ugrofińskie.
Mimo iż miasto wyszło obronną ręką z najazdu Tatarów, którzy ugrzęźli w otaczających miasto bagnach, Nowogród wiele ucierpiał od książąt innych ruskich państw oraz Wielkiego Księstwa Litewskiego. Rozpoczął się powolny upadek państwa, które traciło coraz to nowe obszary. W XV wieku zaczęły rosnąć wpływy Rusi Moskiewskiej, której władcy chcieli doprowadzić do ponownego zjednoczenia Rusi i zakończenia jej rozbicia dzielnicowego. Od 1389 Nowogród pozostawał w stosunku lennym do Korony Polskiej, związany osobą brata Jagiełły – Lingwenem. W 1470 kolejnym władcą wybrano Kazimierza Jagiellończyka i na zasadzie unii (podobnej jak Polski z Litwą) Księstwo Nowogrodzkie zostało połączone z Polską i Wielkim Księstwem Litewskim. Krok ten miał zapewnić bezpieczeństwo słabnącego kraju przed rosnącą coraz bardziej w siłę Moskwą. Patriarcha Nowogrodu przyjął na prośbę Kazimierza wiarę katolicką i uznał papieża za zwierzchnika kościelnego do tej pory prawosławnego biskupstwa Nowogrodu. W 1478 Nowogród został zdobyty przez wielkiego księcia moskiewskiego Iwana III Srogiego i wraz z podległym mu terenem wcielony do Rusi Moskiewskiej. Kolejny władca – car Iwan IV Groźny, wykorzystując niechęć w mieście wobec jego władzy, i podejrzewając elity nowogrodzkie o chęć wyzwolenia się spod zależności od Moskwy i poddania się pod władzę Polski, złamał ostatecznie potęgę polityczną Nowogrodu – wysłał przeciwko grodowi karną ekspedycję, która przy okazji pacyfikowania wrogów cara wymordowała ok. 60 tys. mieszkańców.

### Ziemia nowogrodzka w składzie Rosji
W latach następnych Nowogród, mimo utraty statusu stolicy księstwa i likwidacji politycznych aspiracji do samodzielności, aż do początku XVIII w. pozostawał trzecim co do wielkości rosyjskim miastem (po Moskwie i Pskowie; Kijów w owym czasie był częścią Polski). Dawne obszary kraju nowogrodzkiego stały się integralną częścią Państwa Moskiewskiego, a potem Rosji. Wybudowanie przez Piotra I nowej stolicy – Sankt Petersburga, położonej w pobliżu Nowogrodu spowodowało stopniową utratę znaczenia miasta jako ośrodka handlowego, co pociągnęło za sobą postępujący upadek Wielkiego Nowogrodu.
W 1708 obszary dzisiejszego obwodu weszły w skład utworzonej wówczas Guberni Ingermanlandzkiej (Ingryjskiej), która w 1710 została przemianowana na Gubernię Sankt-Petersburską. Wkrótce (1727) utworzona została gubernia z centrum w historycznej stolicy tych ziem Nowogrodzie Wielkim – Gubernia Nowogrodzka. Obejmowała ona obszar znacznie większy niż dzisiejszy obwód. Mimo iż granice tej guberni wielokrotnie zmieniano, niekiedy dość znacznie, to przez blisko 200 lat tereny dzisiejszego obwodu wchodziły w jej skład.

### Okres ZSRR
Po powstaniu ZSRR i reformach administracyjnych ziemie obwodu weszły w skład utworzonego w 1921 Obwodu Północno-Zachodniego. Już w 1927 obszary dzisiejszego obwodu nowogrodzkiego po raz kolejny zmieniły przynależność administracyjną i stały się częścią obwodu leningradzkiego.
Po rewolucji październikowej miasto i okolica przechodziły koleje losów typowe dla innych regionów Związku Radzieckiego – wojna domowa, nacjonalizacja gospodarki, polityka ateizacyjna, kolektywizacja rolnictwa, stalinowskie itd., a z drugiej strony – uprzemysłowienie i rozwój gospodarczy regionu.
W okresie II wojny światowej region znalazł się pod okupacją niemiecką. Teren ten poniósł duże straty ludnościowe i gospodarcze, zaś jego stolica – Nowogród Wielki został niemal całkowicie zniszczony. Po wojnie miasto zostało odbudowane; zrekonstruowano także jego zabytki.

#### Utworzenie obwodu
Obwód nowogrodzki jako samodzielną jednostkę podziału administracyjnego utworzono 5 lipca 1944, tj. wkrótce po wyparciu z tych ziem wojsk niemieckich.

### Nowogrodzieńszczyzna po rozpadzie ZSRR
Po rozpadzie ZSRR region znalazł się w kryzysie gospodarczym. Bezrobocie w połączeniu z bliskością Sankt Petersburga, gdzie znalezienie pracy było znacznie łatwiejsze spowodowały masowy odpływ ludności, zwłaszcza młodej. W wyniku tego w regionie pozostało dużo ludzi starszych, a mało młodych, co zaowocowało wysokim współczynnikiem zgonów i małym współczynnikiem urodzeń. W połączeniu z ubytkiem wynikłym z wyjazdów w latach 1989–2007 ludność regionu spadła o ponad 13%.

## Symbole regionu
Herb obwodu nowogrodzkiego jest praktycznie kopią herbu dawnej guberni nowogrodzkiej, który z kolei został opracowany na podstawie herbu stolicy regionu – Nowogrodu Wielkiego.

## Tablice rejestracyjne
Tablice pojazdów zarejestrowanych w obwodzie nowogrodzkim mają oznaczenie 53 w prawym górnym rogu nad flagą Rosji i literami RUS.